# Alissa Freindlich
Alissa Brúnovna Freindlich (en rus: Али́са Бру́новна Фре́йндлих; coneguda internacionalment com a Alisa Freindlich; nascuda el 8 de desembre de 1934 a Leningrad) és una actriu de cinema i teatre soviètica i russa. Artista del Poble de l'URSS (1981). Guanyadora del Premi Estatal de la RSFSR K.S. Stanislavski (1976), del Premi Estatal de la Federació Russa (1996, 2001, 2008) i del Premi del Govern de Rússia (2010).
Des del 1983, és una de les principals actrius del Gran Teatre de Drama G.A. Tovstonógov (BDT) de Sant-Petersburg.
Les pel·lícules amb la seva participació formen part del fons d'or del cinema soviètic i rus. Està coneguda sobretot per les pel·lícules com El barret de palla (1974), L'agonia (1974), Idil·li d'oficina (1977), D'Artagnan i els tres mosqueters (1978), Stàlker (1979) o Una romança cruel (1984).
Va ser guardonada amb dos premis nacionals de teatre "Màscara d'or" (2001, 2006) i amb quatre premis de l'Acadèmia Russa de les Arts Cinematogràfiques "Nika" (1995, 2006, 2016, 2018).
És filla del conegut actor soviètic i rus d'origen alemany Bruno Freindlich.

## Biografia
Alissa Freindlich va néixer a la família de Bruno Artúrovitx Freindlich, un actor de teatre i cinema destacat, guardonat amb el títol d'Artista del Poble de l'URSS el 1974, i Ksénia Fiódorovna Freindlich (de soltera Fiódorova), nativa de Pskov. Bruno Freindlich era d'origen alemany; els seus avantpassats havien vingut a Rússia d'Alemanya en els segles xviii i xix.
De petita, Alissa va freqüentar les classes de drama i música del Palau dels Pioners de Leningrad. Durant la Segona Guerra Mundial va sobreviure al setge alemany de Leningrad de 900 dies. Els seus pares havien separat un poc abans de la invasió alemanya i el pare havia marxat a Taixkent amb els actors del seu teatre. Acabada la guerra, Alissa i la seva mare es van traslladar a Tallinn, on van viure durant tres anys.
A la dècada dels 1950, va estudiar actuació a l'Institut Estatal de Teatre, Música i Cinema de Leningrad i el 1957 es va graduar com a actriu. Entre els anys 1957 i 1961, va ser actriu del Teatre V.F. Komissarjévskaia de Leningrad. El 1961, es va incorporar al Teatre Lensovet, però el 1983 el va deixar després de divorciar-se del director del teatre, Ígor Vladímirov. El mateix any, es va incorporar al Gran Teatre de Drama G.A. Tovstonógov de Leningrad, on treballa fins ara, sent una de les seves actrius principals.
Tot i que va posar l'accent en la carrera de teatre, va actuar també en varies pel·lícules notables, entre les quals es destaca Idil·li d'oficina (1977), una comèdia lírica molt popular del famós director Eldar Riazànov, L'agonia (1975), una pel·lícula èpica sobre l'assassinat de Grigori Rasputin, que va ser prohibida durant un llarg període, i Stàlker (1979), una pel·lícula de ciència-ficció d'Andrei Tarkovski. Un altre paper memorable va ser el de la reina Anna d'Espanya en la pel·lícula de televisió D'Artagnan i els tres mosqueters (1978) i les seves continuacions.
El desembre del 2004, pel seu 70è aniversari, va ser visitada en el seu apartament a Sant Petersburg del president rus Vladímir Putin.
El gener de 2020, tot i tenir una edat avançada, Alissa Freindlich segueix actuant en produccions del Gran Teatre de Drama de Sant Petersburg.

## Vida personal
Va ser casada tres vegades:
- amb el company de curs Vladímir Karassiov (1956–1957);
- amb el director i actor de teatre Ígor Vladímirov (principis dels 1960 – 1981);
- amb l'actor i pintor Iuri Solovei (principis dels 1980 – 1990).

Té una filla del segon matrimoni, Varvara Vladímirova (nascuda el 1968), també actriu de teatre i cinema.

## Filmografia
| Any       | Títol en català (oficial o traduït literalment)                    | Títol original                                             | Paper                              |
| 1955      | Una novel·la no acabada                                            | Неоконченная повесть                                       | episòdiс                           |
| 1955      | Talents i admiradors                                               | Таланты и поклонники                                       | episòdiс                           |
| 1957      | Una cançó immortal                                                 | Бессмертная песня                                          | alumna                             |
| 1958      | La ciutat encén les llums                                          | Город зажигает огни                                        | Zina Pítxikova                     |
| 1959      | La novel·la sobre els noucasats                                    | Повесть о молодожёнах                                      | Gàlia                              |
| 1961      | Un viatge ratllant                                                 | Полосатый рейс                                             | venedora                           |
| 1964      | Fro                                                                | Фро                                                        | Nataixa Búkova                     |
| 1965      | El primer visitant                                                 | Первый посетитель                                          | Tània                              |
| 1965      | Les aventures del dentista                                         | Похождения зубного врача                                   | Maixa                              |
| 1968      | La ciutat i la cançó                                               | Город и песня                                              | cantant                            |
| 1968      | Estimar...                                                         | Любить...                                                  | Ània                               |
| 1969      | El vals                                                            | Вальс                                                      | Marússia                           |
| 1969      | Ahir, avui i sempre                                                | Вчера, сегодня и всегда                                    | dona de l'acusat                   |
| 1969      | Tres contes de I. Bunin                                            | Три рассказа И.Бунина                                      | nom del personatge no és mencionat |
| 1969      | Felicitat de família                                               | Семейное счастье                                           | Anna Semiónovna Kapitónova         |
| 1970      | El misteri de la porta de ferro                                    | Тайна железной двери                                       | Liússia Rijkova, mare de Tólik     |
| 1972      | La meva vida                                                       | Моя жизнь                                                  | Kleopatra Polózneva                |
| 1973      | L'interí                                                           | Исполняющий обязанности                                    | Ievguénia Sinegratx                |
| 1973      | Les melodies del barri Vera                                        | Мелодии Верийского квартала                                | Alissa Akvamarínskaia              |
| 1974      | Anna i El Comanador                                                | Анна и Командор                                            | Anna, dona d'"El Comanador"        |
| 1974      | El barret de palla                                                 | Соломенная шляпка                                          | baronessa de Champigny             |
| 1975      | L'agonia                                                           | Агония                                                     | Anna Aleksàndrovna Vírubova        |
| 1976      | Sempre amb mi...                                                   | Всегда со мною...                                          | Tània Ilinà                        |
| 1976      | La princesa de bo de bo                                            | Принцесса на горошине                                      | la reina mare                      |
| 1977      | Idil·li d'oficina                                                  | Служебный роман                                            | Liudmila Prokófievna Kalúguina     |
| 1978      | D'Artagnan i els tres mosqueters                                   | Д’Артаньян и три мушкетёра                                 | Anna d'Espanya                     |
| 1978      | Una comèdia passada de moda                                        | Старомодная комедия                                        | Lídia Vassílievna Jérber           |
| 1979      | Stàlker                                                            | Сталкер                                                    | dona de l'Stàlker                  |
| 1980      | Serguei Ivànovitx es jubila                                        | Сергей Иванович уходит на пенсию                           | Nataixa                            |
| 1980      | Tres anys                                                          | Три года                                                   | Polina Rassúdina                   |
| 1981      | Una edat perillosa                                                 | Опасный возраст                                            | Lília Ivànovna Rodímtseva          |
| 1981      | Gràcies per al mal temps                                           | Спасибо за нелётную погоду                                 | cameo                              |
| 1982      | Dues veus                                                          | Два голоса                                                 | Iekaterina                         |
| 1983      | Una gàbia per a canaris                                            | Клетка для канареек                                        | mare d'Oléssia                     |
| 1984      | Junt amb Dunaievski                                                | Вместе с Дунаевским                                        | nom del personatge no és mencionat |
| 1984      | Una romança cruel                                                  | Жестокий романс                                            | Kharita Ignàtievna Ogudàlova       |
| 1984      | L'èxit                                                             | Успех                                                      | Zinaïda Nikolàievna Arsénieva      |
| 1985      | Una mort senzilla...                                               | Простая смерть...                                          | Praskóvia Fiódorovna               |
| 1986      | Perdona'm                                                          | Прости                                                     | Ielizaveta Andréievna              |
| 1986      | El misteri de la reina de les neus                                 | Тайна Снежной королевы                                     | La reina de les neus               |
| 1987      | Els capgiraments                                                   | Чехарда                                                    | Margarita Vassílievna Kudriàvtseva |
| 1988      | Dies de treball i descans de Serafima Gliúkina                     | Будни и праздники Серафимы Глюкиной                        | Serafima Gliúkina                  |
| 1992      | Els mosqueters vint anys més tard                                  | Мушкетёры двадцать лет спустя                              | Anna d'Espanya                     |
| 1993      | El misteri de la reina Anna, o Els mosqueters trenta anys més tard | Тайна королевы Анны, или Мушкетёры тридцать лет спустя     | Anna d'Espanya                     |
| 1994      | Les nits de Moscou                                                 | Подмосковные вечера                                        | Irina Dmítrievna                   |
| 1994      | La caça                                                            | Охота                                                      | nom del personatge no és mencionat |
| 2002–2006 | Lògica de dona                                                     | Женская логика                                             | Olga Petrovna Tumànova             |
| 2004      | Al carrer Vérkhniaia Màslovka                                      | На Верхней Масловке                                        | Anna Boríssovna                    |
| 2008      | L'illa Vassílievski                                                | Васильевский остров                                        | Anna Ignàtievna                    |
| 2008      | El miratge / La boira                                              | Марево                                                     | Pulkhéria Ivànovna Tovstogúbikha   |
| 2008      | Una habitació i mitja, o El viatge sentimental a la pàtria         | Полторы комнаты, или Сентиментальное путешествие на родину | mare de Brodsky                    |
| 2009      | El retorn dels mosqueters                                          | Возвращение мушкетёров                                     | Anna d'Espanya                     |
| 2014      | L'anella d'avinguda                                                | Бульварное кольцо                                          | Esfir Mikhàilovna Xapiro           |
| 2014      | La línia de Marta                                                  | Линия Марты                                                | Mària Mikhàilovna                  |
| 2017      | El Gran / El Bolxoi                                                | Большой                                                    | Galina Mikhàilovna Belétskaia      |
| 2017      | La carpa gelada                                                    | Карп отмороженный                                          | Liudmila                           |